# Айбуляк
Айбуля́к (баш. Айбүләк) — село в Янаульском районе Республики Башкортостан Российской Федерации. Входит в состав Байгузинского сельсовета.

## География

### Географическое положение
Расположено на автодороге Янаул — Нефтекамск. Расстояние до:
- районного центра (Янаул): 16 км,
- центра сельсовета (Байгузино): 9 км,
- ближайшей ж/д станции (Янаул): 16 км.

## История
Основано по договору 1733 года о припуске ясачными татарами на вотчинных землях башкир Уранской волости Осинской дороги под названием Укаш. В 1748 году здесь взяли на учет 65 ясачных татар мужского пола. В 1795 году V ревизия зафиксировала 96 мужчин и 107 женщин тептярей из ясачных татар.
В 1834 году здесь было 60 дворов и 348 жителей (184 мужчины и 164 женщины). В 1842 году к деревне относилось 11 десятин усадебных земель, 694 десятины пашни, 20 — сенокоса и 2 десятины леса, жители деревни владели 180 лошадьми, 226 коровами, 100 овцами, 150 козами. X ревизия показала в 1859 году 517 тептярей в 100 дворах и 6 башкир в 1 дворе.
В 1870 году — деревня Айбулякова 3-го стана Бирского уезда Уфимской губернии, 95 дворов и 542 жителя (271 мужчина и 271 женщина, 530 тептярей и 12 башкир). Была мечеть, проходили базары по субботам (имелось 25 лавок), ярмарки в начале декабря. Жители занимались сельским хозяйством и лесным промыслом.
В 1896 году в деревне Байгузинской волости IV стана Бирского уезда — 147 дворов, 889 жителей (463 мужчины, 426 женщин). Показаны мечеть, базарные ряды (49 лавок, базары по субботам) и несколько других лавок и заведений.
По данным переписи 1897 года в деревне проживало 858 жителей (424 мужчины и 434 женщины), из них 800 были магометанами.
В 1906 году — 896 жителей, мечеть, русско-татарская земская школа, винная, пивная и 5 бакалейных лавок; проводились ярмарки.
В 1920 году по официальным данным в деревне той же волости 233 двора и 1171 житель (570 мужчин, 601 женщина), по данным подворного подсчета — 1101 тептярь, 39 русских, 17 башкир и 4 татарина, а также 2 работника в 233 хозяйствах.
В 1926 году деревня относилась к Янауловской волости Бирского кантона Башкирской АССР.
В 1939 году население села составляло 776 человек, в 1959 году — 684 жителя.
В 1982 году население — около 350 человек.
В 1989 году — 273 человека (116 мужчин, 157 женщин).
В 2002 году — 246 человек (113 мужчин, 133 женщины), башкиры (58 %) и татары (39 %).
В 2008 году село передано из упразднённого Айбулякского сельсовета (центром которого было) в Байгузинский.
В 2010 году — 285 человек (140 мужчин, 145 женщин).
Имеются сельский клуб, ФАП, мечеть, почтовое отделение.

## Население
| 2002 | 2009 | 2010 |
| ---- | ---- | ---- |
| 246  | ↗266 | ↗285 |

## Известные уроженцы
- Мухаметдинов, Шамиль Галиахметович (1924 — 2015) — бригадир заправщиков на заводе почтовый ящик № 102 в городе Чапаевске, Герой Социалистического труда.